# Golden Globe 2024
La cerimonia di premiazione della 81ª edizione dei Golden Globe ha avuto luogo il 7 gennaio 2024 al Beverly Hilton Hotel di Beverly Hills, California.
Le candidature sono state annunciate l'11 dicembre 2023 da Cedric the Entertainer e Wilmer Valderrama.

## Premi per il cinema
Vengono di seguito indicati in grassetto i vincitori. Ove ricorrente e disponibile, viene indicato il titolo in lingua italiana e quello in lingua originale tra parentesi.

### Miglior film drammatico
- Oppenheimer, regia di Christopher Nolan
- Anatomia di una caduta (Anatomie d'une chute), regia di Justine Triet
- Killers of the Flower Moon, regia di Martin Scorsese
- Maestro, regia di Bradley Cooper
- Past Lives, regia di Celine Song
- La zona d'interesse (The Zone of Interest), regia di Jonathan Glazer

### Miglior film commedia o musicale
- Povere creature! (Poor Things), regia di Yorgos Lanthimos
- Air - La storia del grande salto (Air), regia di Ben Affleck
- American Fiction, regia di Cord Jefferson
- Barbie, regia di Greta Gerwig
- The Holdovers - Lezioni di vita (The Holdovers), regia di Alexander Payne
- May December, regia di Todd Haynes

### Miglior regista
- Christopher Nolan – Oppenheimer
- Bradley Cooper – Maestro
- Greta Gerwig – Barbie
- Yorgos Lanthimos – Povere creature! (Poor Things)
- Martin Scorsese – Killers of the Flower Moon
- Celine Song – Past Lives

### Migliore attore in un film drammatico
- Cillian Murphy – Oppenheimer
- Bradley Cooper – Maestro
- Leonardo DiCaprio – Killers of the Flower Moon
- Colman Domingo – Rustin
- Barry Keoghan – Saltburn
- Andrew Scott – Estranei (All of Us Strangers)

### Migliore attrice in un film drammatico
- Lily Gladstone – Killers of the Flower Moon
- Annette Bening – Nyad - Oltre l'oceano (Nyad)
- Sandra Hüller – Anatomia di una caduta (Anatomie d'une chute)
- Greta Lee – Past Lives
- Carey Mulligan – Maestro
- Cailee Spaeny – Priscilla

### Migliore attore in un film commedia o musicale
- Paul Giamatti – The Holdovers - Lezioni di vita (The Holdovers)
- Nicolas Cage – Dream Scenario - Hai mai sognato quest'uomo? (Dream Scenario)
- Timothée Chalamet – Wonka
- Matt Damon – Air - La storia del grande salto (Air)
- Joaquin Phoenix – Beau ha paura (Beau Is Afraid)
- Jeffrey Wright – American Fiction

### Migliore attrice in un film commedia o musicale
- Emma Stone – Povere creature! (Poor Things)
- Fantasia Barrino – Il colore viola (The Color Purple)
- Jennifer Lawrence – Fidanzata in affitto (No Hard Feelings)
- Natalie Portman – May December
- Alma Pöysti – Foglie al vento
- Margot Robbie – Barbie

### Migliore attore non protagonista
- Robert Downey Jr. – Oppenheimer
- Willem Dafoe – Povere creature! (Poor Things)
- Robert De Niro – Killers of the Flower Moon
- Ryan Gosling – Barbie
- Charles Melton – May December
- Mark Ruffalo – Povere creature! (Poor Things)

### Migliore attrice non protagonista
- Da'Vine Joy Randolph – The Holdovers - Lezioni di vita (The Holdovers)
- Emily Blunt – Oppenheimer
- Danielle Brooks – Il colore viola (The Color Purple)
- Jodie Foster – Nyad - Oltre l'oceano (Nyad)
- Julianne Moore – May December
- Rosamund Pike – Saltburn

### Miglior film in lingua straniera
- Anatomia di una caduta (Anatomie d'une chute), regia di Justine Triet (Francia)
- Foglie al vento (Kuolleet lehdet), regia di Aki Kaurismäki (Finlandia)
- Io capitano, regia di Matteo Garrone (Italia)
- Past Lives, regia di Celine Song (Stati Uniti)
- La società della neve (La sociedad de la nieve), regia di Juan Antonio Bayona (Spagna)
- La zona d'interesse (The Zone of Interest), regia di Jonathan Glazer (Regno Unito/Polonia/Stati Uniti)

### Miglior film d'animazione
- Il ragazzo e l'airone (君たちはどう生きるか), regia di Hayao Miyazaki
- Elemental, regia di Peter Sohn
- Spider-Man: Across the Spider-Verse, regia di Joaquim Dos Santos, Kemp Powers e Justin K. Thompson
- Super Mario Bros. - Il film (The Super Mario Bros. Movie), regia di Aaron Horvath e Michael Jelenic
- Wish, regia di Chris Buck e Fawn Veerasunthorn
- Suzume, regia di Makoto Shinkai

### Migliore sceneggiatura
- Justine Triet e Arthur Harari – Anatomia di una caduta (Anatomie d'une chute)
- Greta Gerwig e Noah Baumbach – Barbie
- Tony McNamara – Povere creature! (Poor Things)
- Christopher Nolan – Oppenheimer
- Eric Roth e Martin Scorsese – Killers of the Flower Moon
- Celine Song – Past Lives

### Migliore colonna sonora originale
- Ludwig Göransson – Oppenheimer
- Jerskin Fendrix – Povere creature! (Poor Things)
- Joe Hisaishi – Il ragazzo e l'airone (君たちはどう生きるか)
- Mica Levi – La zona d'interesse (The Zone of Interest)
- Daniel Pemberton – Spider-Man: Across the Spider-Verse
- Robbie Robertson – Killers of the Flower Moon

### Migliore canzone originale
- What Was I Made For? (Billie Eilish O'Connell e Finneas O'Connell) – Barbie
- Addicted to Romance (Bruce Springsteen) – She Came to Me
- Dance the Night (Mark Ronson, Andrew Wyatt, Dua Lipa e Caroline Ailin) – Barbie
- I'm Just Ken (Mark Ronson e Andrew Wyatt) – Barbie
- Peaches (Jack Black, Aaron Horvath, Michael Jelenic, Eric Osmond e John Spiker) – Super Mario Bros. - Il film (The Super Mario Bros. Movie)
- Road to Freedom (Lenny Kravitz) – Rustin

### Miglior risultato al cinema e al box office
- Barbie, regia di Greta Gerwig
- Guardiani della Galassia Vol. 3 (Guardians of the Galaxy Vol. 3), regia di James Gunn
- John Wick 4 (John Wick: Chapter 4), regia di Chad Stahelski
- Mission: Impossible - Dead Reckoning - Parte uno (Mission: Impossible - Dead Reckoning - Part One), regia di Christopher McQuarrie
- Oppenheimer, regia di Christopher Nolan
- Spider-Man: Across the Spider-Verse, regia di Joaquim Dos Santos, Kemp Powers e Justin K. Thompson
- Super Mario Bros. - Il film (The Super Mario Bros. Movie), regia di Aaron Horvath e Michael Jelenic
- Taylor Swift: The Eras Tour, regia di Sam Wrench

## Premi per la televisione
Vengono di seguito indicati in grassetto i vincitori. Ove ricorrente e disponibile, viene indicato il titolo in lingua italiana e quello in lingua originale tra parentesi.

### Miglior serie drammatica
- Succession
- 1923
- The Crown
- The Diplomat
- The Last of Us
- The Morning Show

### Migliore attore in una serie drammatica
- Kieran Culkin – Succession
- Brian Cox – Succession
- Gary Oldman – Slow Horses
- Pedro Pascal – The Last of Us
- Jeremy Strong – Succession
- Dominic West – The Crown

### Miglior attrice in una serie drammatica
- Sarah Snook – Succession
- Helen Mirren – 1923
- Bella Ramsey – The Last of Us
- Keri Russell – The Diplomat
- Imelda Staunton – The Crown
- Emma Stone – The Curse

### Miglior serie commedia o musicale
- The Bear
- Abbott Elementary
- Barry
- Jury Duty
- Only Murders in the Building
- Ted Lasso

### Migliore attore in una serie commedia o musicale
- Jeremy Allen White – The Bear
- Bill Hader – Barry
- Steve Martin – Only Murders in the Building
- Jason Segel – Shrinking
- Martin Short – Only Murders in the Building
- Jason Sudeikis – Ted Lasso

### Migliore attrice in una serie commedia o musicale
- Ayo Edebiri – The Bear
- Rachel Brosnahan – La fantastica signora Maisel (The Marvelous Mrs. Maisel)
- Quinta Brunson – Abbott Elementary
- Elle Fanning – The Great
- Selena Gomez – Only Murders in the Building
- Natasha Lyonne – Poker Face

### Miglior miniserie o film televisivo
- Lo scontro (Beef)
- Tutta la luce che non vediamo (All the Light We Cannot See)
- Daisy Jones & The Six
- Fargo
- Compagni di viaggio (Fellow Travelers)
- Lessons in Chemistry

### Migliore attore in una miniserie o film televisivo
- Steven Yeun – Lo scontro
- Matt Bomer – Compagni di viaggio (Fellow Travelers)
- Sam Claflin – Daisy Jones & The Six
- Jon Hamm – Fargo
- Woody Harrelson – Infiltrati alla Casa Bianca - White House Plumbers
- David Oyelowo – Lawmen - La storia di Bass Reeves

### Migliore attrice in una miniserie o film televisivo
- Ali Wong – Lo scontro (Beef)
- Riley Keough – Daisy Jones & The Six
- Brie Larson – Lezioni di chimica (Lessons in Chemistry)
- Elizabeth Olsen – Love & Death
- Juno Temple – Fargo
- Rachel Weisz – Dead Ringers

### Migliore attore non protagonista
- Matthew Macfadyen – Succession
- Billy Crudup – The Morning Show
- James Marsden – Jury Duty
- Ebon Moss-Bachrach – The Bear
- Alan Ruck – Succession
- Alexander Skarsgård – Succession

### Migliore attrice non protagonista
- Elizabeth Debicki – The Crown
- Abby Elliott – The Bear
- Christina Ricci – Yellowjackets
- J. Smith-Cameron – Succession
- Meryl Streep – Only Murders in the Building
- Hannah Waddingham – Ted Lasso

### Miglior comico stand-up
- Ricky Gervais – Ricky Gervais: Armageddon
- Trevor Noah – Trevor Noah: Where Was I
- Chris Rock – Chris Rock: Selective Outrage
- Amy Schumer – Amy Schumer: Emergency Contact
- Sarah Silverman – Sarah Silverman: Someone You Love
- Wanda Sykes – Wanda Sykes: I'm an Entertainer